# Дэвенпорт, Элис
Элис Дэвенпорт (англ. Alice Davenport; 29 февраля 1864 — 24 июня 1936) — американская киноактриса эпохи немого кино.

## Биография
Элис Шеппхард родилась в Нью-Йорке. На сцене дебютировала в возрасте пяти лет. В 1893 году вышла замуж за актёра немого кино Гарри Дэвенпорта, брак с которым был расторгнут через три года. В браке родилась дочь — Дороти Дэвенпорт (1895—1977), также ставшая актрисой.
Элис Дэвенпорт умерла в Лос-Анджелесе.

## Избранная фильмография
| Год  |     | Русское название                              | Оригинальное название       | Роль              |
| ---- | --- | --------------------------------------------- | --------------------------- | ----------------- |
| 1913 | кор | Шум из глубины                                | A Noise from the Deep       | н/д               |
| 1914 | кор | Зарабатывая на жизнь                          | Making a Living             | мать девушки      |
| 1914 | кор | Необыкновенно затруднительное положение Мэйбл | Mabel’s Strange Predicament | жена              |
| 1914 | кор | Лучший жилец                                  | The Star Boarder            | подруга хозяйки   |
| 1914 | кор | Настигнутый в кабаре                          | Caught in a Cabaret         | мать Мэйбл        |
| 1914 | кор | Застигнутый дождём                            | Caught in the Rain          | жена              |
| 1914 | кор | Реквизитор                                    | The Property Man            | актриса           |
| 1914 | кор | Нахальный джентльмен                          | Gentlemen of Nerve          | управляющая баром |